# Walter Forstmann
Walter Forstmann (Essen-Werden, 9 mars 1883 – Essen-Bredeney (de), 2 novembre 1973) est un commandant de sous-marin allemand pendant la Première Guerre mondiale. Il est l'un des as des sous-marins allemands en ayant coulé 149 navires.
Durant la Seconde Guerre mondiale, il occupa diverses fonctions au sein de la Kriegsmarine.